# Islands Nationale Front
Islands Nationale Front (islandsk: Íslenska þjóðfylkingin) er et højrepopulistisk politisk parti i Island.

## Historie
Islands Nationale Front blev stiftet i februar 2016 af Helgi Helgason, der var leder af De Højre-Grønne, men ønskede at etablere et parti med en mere klar nationalistisk og indvandrerkritisk profil. Den 27. februar 2016 blev De Højre-Grønne opløst og dets medlemmer tilsluttet det nye parti.
Den 15. august 2016 organiserede partiet en demonstration på Austurvöllur torvet foran Altinget i protest mod en liberalisering af den islandske udlændingelov, hvilket gav dem en del medieopmærksomhed.
Ved altingsvalget 2016 opstillede partiet kun i Sydkredsen og Nordøstkredsen, efter at to ledende medlemmer af partiet i sidste øjeblik var brudt ud og havde taget partiets stillerlister fra de tre hovedstadskredse med sig.
Partiet agtede også at deltage i altingsvalget i 2017, men valgte at trække alle sine stillerlister tilbage, efter at der var opdaget falske underskrifter på flere af dem.

## Politik
Islands Nationale Front har som erklæret mål at forsvare Islands suverænitet, uafhængighed, nationale kultur, sprog og skikke. Partiet er imod multikulturalisme og ønsker Island udmeldt af Schengen-traktaten. På det økonomiske område ønsker partiet statens gæld omstruktureret, afskaffelse af indeksregulerede lån og indførelse af en ny islandsk valuta kaldet ríksdalur (rigsdaler), der er knyttet til den amerikanske dollar. På det sociale område vil de fokusere indsatsen mod de ældre og handicappedes behov. Endvidere vil de indføre et schweizisk inspireret system med hyppige folkeafstemninger.
Partiet ønsker, at det islandske samfund skal være præget af kristen og nordisk kultur, det er derfor imod oprettelse af nye moskeer og islamiske skoler, og ønsker et forbud mod burkaer og kvindelig omskæring. Grundlæggeren Helgi Helgason har udtalt, at hans modstand mod islam er inspireret af Ayaan Hirsi Ali.

## Formænd
| Formand               | Periode   |
| --------------------- | --------- |
| Helgi Helgason        | 2016–2017 |
| Guðmundur Þorleifsson | 2017–     |